# Наталі Ерреман
Наталі Ерреман (фр. Nathalie Herreman, нар. 28 березня 1966) — колишня професійна тенісистка. 
Здобула один одиночний та два парні титули туру WTA.
Найвищу одиночну позицію світового рейтингу — 42 місце досягла 21 грудня 1986, парну — 35 місце — 10 жовтня 1988 року.
Завершила кар'єру 1996 року.

## Фінали турнірів WTA

### Одиночний розряд 1 (1–0)
| Легенда     |   |
| Grand Slam  | 0 |
| Tier I      | 0 |
| Tier II     | 0 |
| Tier III    | 0 |
| Tier IV & V | 0 |

| Результат | Ранг | Дата          | Турнір          | Покриття | Опонент             | Рахунок  |
| --------- | ---- | ------------- | --------------- | -------- | ------------------- | -------- |
| Перемога  | 1.   | 11 липня 1986 | Perugia, Італія | Ґрунт    | Чілла Бартош-Черепі | 6–2, 6–4 |

### Парний розряд 5 (2–3)
| Легенда     |   |
| Grand Slam  | 0 |
| Tier I      | 0 |
| Tier II     | 0 |
| Tier III    | 0 |
| Tier IV & V | 1 |

| Титули за покриттям |   |
| Тверде              | 0 |
| Ґрунт               | 1 |
| Трава               | 0 |
| Килим               | 1 |

| Результат | Ранг | Дата             | Турнір                   | Покриття  | Партнер        | Опоненти                             | Рахунок       |
| --------- | ---- | ---------------- | ------------------------ | --------- | -------------- | ------------------------------------ | ------------- |
| Перемога  | 1.   | 1 листопада 1987 | Zurich, Швейцарія        | Килим (i) | Паскаль Параді | Яна Новотна Катрін Сюїр              | 6–3, 2–6, 6–3 |
| Перемога  | 2.   | 24 липня 1988    | Aix-en-Provence, Франція | Ґрунт     | Катрін Танв'є  | Сандра Чеккіні Аранча Санчес Вікаріо | 6–4, 7–5      |
| Поразка   | 3.   | 24 вересня 1989  | Париж, Франція           | Ґрунт     | Катрін Сюїр    | Сандра Чеккіні Патрісія Тарабіні     | 1–6, 1–6      |
| Поразка   | 4.   | 15 жовтня 1989   | Moscow, USSR             | Килим (i) | Катрін Сюїр    | Лариса Савченко Наталія Звєрєва      | 3–6, 4–6      |
| Поразка   | 5.   | 23 вересня 1990  | Paris, Франція           | Килим     | Алексія Дешом  | Крістін Годрідж Кіррілі Шарп         | 6–4, 3–6, 1–6 |

## Фінали ITF

### Одиночний розряд (1–3)
| Легенда         |
| --------------- |
| Турніри $25,000 |
| Турніри $10,000 |

| Результат | Ранг | Дата           | Турнір                | Покриття | Опонент              | Рахунок       |
| --------- | ---- | -------------- | --------------------- | -------- | -------------------- | ------------- |
| Поразка   | 1.   | 11 січня 1988  | Мулен (Альє), Франція | Ґрунт    | Карін Кентрек        | 1–6, 2–6      |
| Перемога  | 1.   | 4 грудня 1989  | Гавр, Франція         | Ґрунт    | Івона Кучинська      | 6–4, 7–6(7–5) |
| Поразка   | 2.   | 3 грудня 1990  | Гавр, Франція         | Ґрунт    | Nathalie Housset     | 6–4, 6–7, 6–7 |
| Поразка   | 3.   | 27 червня 1994 | Касерес (Іспанія)     | Ґрунт    | Марія Санчес Лоренсо | 4–6, 4–6      |

### Парний розряд (4–0)
| Результат | Ранг | Дата          | Турнір                     | Покриття | Партнер          | Опоненти                        | Рахунок  |
| --------- | ---- | ------------- | -------------------------- | -------- | ---------------- | ------------------------------- | -------- |
| Перемога  | 1.   | 11 січня 1988 | Мулен (Альє), Франція      | Ґрунт    | Карін Кентрек    | Керолайн Біллінгем Анн Сімпкін  | 6–3, 6–3 |
| Перемога  | 2.   | 4 грудня 1989 | Гавр, Франція              | Ґрунт    | Катрін Сюїр      | Stefanie Rehmke Mirijam Schweda | 6–2, 6–0 |
| Перемога  | 3.   | 2 грудня 1991 | Гавр, Франція              | Ґрунт    | Євгенія Манюкова | Габі Горенгель Амі ван Бюрен    | 6–3, 6–4 |
| Перемога  | 4.   | 6 травня 1996 | Ле-Туке-Парі-Плаж, Франція | Ґрунт    | Карін Кентрек    | Патті ван Аккер Anna Linkova    | 6–1, 6–1 |